# Nhà thờ Thánh Martin ở Krnov
Nhà thờ Thánh Martin ở Krnov (tiếng Séc: Kostel svatého Martina v Krnově) là một nhà thờ giáo xứ Công giáo được xây dựng vào thế kỷ 13, thuộc giáo phận Ostrava-Opava, tọa lạc tại thị trấn Krnov, huyện Bruntál, vùng Moravskoslezský, Cộng hòa Séc. Thánh đường này có tên trong danh sách các di tích văn hóa của Cộng hòa Séc.

## Lịch sử
Nhà thờ được các hiệp sĩ Teuton xây dựng theo phong cách kiến trúc Gothic vào thế kỷ 13 và được mở rộng vào đầu thế kỷ 14. Năm 1399, thị trấn Krnov đã quyên góp một khoản tài chính để bảo trì và trang trí nhà thờ. Ban đầu, nhà thờ chỉ có một tháp (phía nam, bên phải), tháp thứ hai được xây dựng thêm vào năm 1554. Cả hai tòa tháp đều cao 67 mét.
Trong trận hỏa hoạn lớn ở Krnov vào năm 1779, nhà thờ bị thiệt hại nghiêm trọng, nên sau đó được xây dựng lại theo phong cách kiến trúc Baroque. Những cơ sở vật chất ở nhà thờ còn tồn tại cho đến ngày nay bao gồm: những bức tranh (không rõ tác giả) có niên đại từ thế kỷ 18, cột Đức Mẹ Vô Nhiễm bằng đá sa thạch mạ vàng có từ năm 1764 và đàn organ có từ đầu thế kỷ 20.